# خيفود بورشالي
خيفود بورشالي (الاسم العلمي:Eciton burchellii) هو نوع من النمل يتبع جنس الخيفود من أسرة الخيفوداوات.